# Prunières, Isère
Prunières är en kommun i departementet Isère i regionen Auvergne-Rhône-Alpes i sydöstra Frankrike. Kommunen ligger i kantonen La Mure som tillhör arrondissementet Grenoble. År 2022 hade Prunières 378 invånare.

## Befolkningsutveckling
Antalet invånare i kommunen Prunières
Referens:INSEE